# Sariwangi (plaats)
Sariwangi is een bestuurslaag in het regentschap Tasikmalaya van de provincie West-Java, Indonesië. Sariwangi telt 2899 inwoners (volkstelling 2010).